# Yael López
Yael Andrés López Fuentes (Alajuela, Costa Rica, 17 de diciembre de 1998) es un futbolista costarricense que juega como lateral derecho en el Boyacá Chicó Fútbol Club de la Primera División de Colombia.

## Trayectoria
Yael López es hijo del exfutbolista colombiano Nixon Perea y es medio hermano del guardameta Miguel Ajú.

### A. D. Carmelita
López fue formado futbolísticamente en la Academia Wilmer López para luego pasar al equipo de Carmelita. Realizó su debut en Primera División con el cuadro carmelo el 5 de marzo de 2017, en un partido que enfrentó de visita al Deportivo Saprissa por el Campeonato de Verano. De la mano del entrenador portugués Guilherme Farinha, el lateral ingresó de cambio al minuto 59' por José Adrián Marrero y el marcador terminó en derrota ajustada 1-0. El 16 de abril convirtió su primer gol sobre el Herediano en el Estadio Rosabal Cordero, al minuto 4' de cabeza para colocar la ventaja transitoria de 0-1. Su conjunto perdió por 2-1 en esa oportunidad.
El 28 de abril de 2019, su equipo descendió a la Segunda División tras finalizar en el último lugar de la tabla acumulada de la temporada.

### Deportivo Saprissa
El 3 de junio de 2019, se hace oficial su contratación en el Deportivo Saprissa, club que lo firmó por un año en condición de préstamo.
Inició como titular en su primer partido del Torneo de Apertura 2019 en la visita a San Carlos, donde alcanzó la totalidad de los minutos en la derrota por 1-0. El 26 de noviembre se proclama campeón de Liga Concacaf, tras vencer en la final al Motagua de Honduras.
Debuta en el Torneo de Clausura 2020 el 29 de enero, en el juego que enfrentó al Santos de Guápiles en condición de local. López sustituyó a Walter Cortés al minuto 77'. El 29 de junio alcanzó su primer título nacional con Saprissa, luego de superar la serie final del campeonato sobre Alajuelense. El 2 de julio se anunció su salida del club.

### C. S. Herediano
El 3 de julio de 2020, fue confirmado como nuevo refuerzo del Herediano a préstamo del equipo dueño de su ficha Asociación Deportiva Carmelita.

### Liga Deportiva Alajuelense
El 11 de enero de 2022 ficha por el club Liga Deportiva Alajuelense por condición de préstamo.

## Selección nacional
El 25 de mayo de 2021, Yael integró por primera vez una convocatoria de la Selección de Costa Rica dirigida por Ronald González, para enfrentar la fase final de la Liga de Naciones de la Concacaf. Sin embargo, cuatro días después se confirmó su baja por lesión debido a un desgarro muscular del bíceps femoral izquierdo.
El 25 de junio de 2021, el director técnico Luis Fernando Suárez definió la lista preliminar con miras hacia la Copa de Oro de la Concacaf, en la que se destaca la convocatoria de Yael. Fue ratificado en la lista definitiva del 1 de julio. Permaneció suplente en los dos primeros partidos del grupo ante Guadalupe y Surinam, y realizó su debut internacional el 20 de julio contra Jamaica, siendo titular por 75 minutos. El 25 de julio se presentó la eliminación de su país en cuartos de final por 0-2 frente a Canadá.

### Participaciones internacionales
| Evento                          | Sede           | Resultado        | Posición | Partidos | Goles |
| ------------------------------- | -------------- | ---------------- | -------- | -------- | ----- |
| Copa de Oro de la Concacaf 2021 | Estados Unidos | Cuartos de final | 5/16     | 1        | 0     |

## Clubes
| Club                                  | País       | Año               |
| ------------------------------------- | ---------- | ----------------- |
| A. D. Carmelita                       | Costa Rica | 2017 - 2022       |
| Deportivo Saprissa (Préstamo)         | Costa Rica | 2019-2020         |
| C. S. Herediano (préstamo)            | Costa Rica | 2020-2021         |
| Liga Deportiva Alajuelense (préstamo) | Costa Rica | 2022-             |
| Liga Deportiva Alajuelense            | Costa Rica | 2022-2024         |
| A. D. Guanacasteca                    | Costa Rica | 2024              |
| Boyacá Chicó Fútbol Club              | Colombia   | 2025 - Actualidad |

## Palmarés

### Títulos nacionales
| Título                         | Club                       | País       | Año  |
| ------------------------------ | -------------------------- | ---------- | ---- |
| Primera División de Costa Rica | Deportivo Saprissa         | Costa Rica | 2020 |
| Supercopa de Costa Rica        | Club Sport Herediano       | Costa Rica | 2020 |
| Primera División de Costa Rica | Club Sport Herediano       | Costa Rica | 2021 |
| Torneo de Copa                 | Liga Deportiva Alajuelense | Costa Rica | 2023 |

### Títulos internacionales
| Título                                | Club                       | Lugar      | Año  |
| ------------------------------------- | -------------------------- | ---------- | ---- |
| Liga Concacaf                         | Deportivo Saprissa         | Honduras   | 2019 |
| Copa Centroamericana de Concacaf 2023 | Liga Deportiva Alajuelense | Costa Rica | 2023 |